# Вадо-Лігуре
Вадо-Лігуре, Вадо-Ліґуре (італ. Vado Ligure, ліг. Voœ) — муніципалітет в Італії, у регіоні Лігурія, провінція Савона.
Вадо-Лігуре розташоване на відстані близько 430 км на північний захід від Рима, 45 км на захід від Генуї, 6 км на південний захід від Савони.
Населення — 8403 особи (2014).

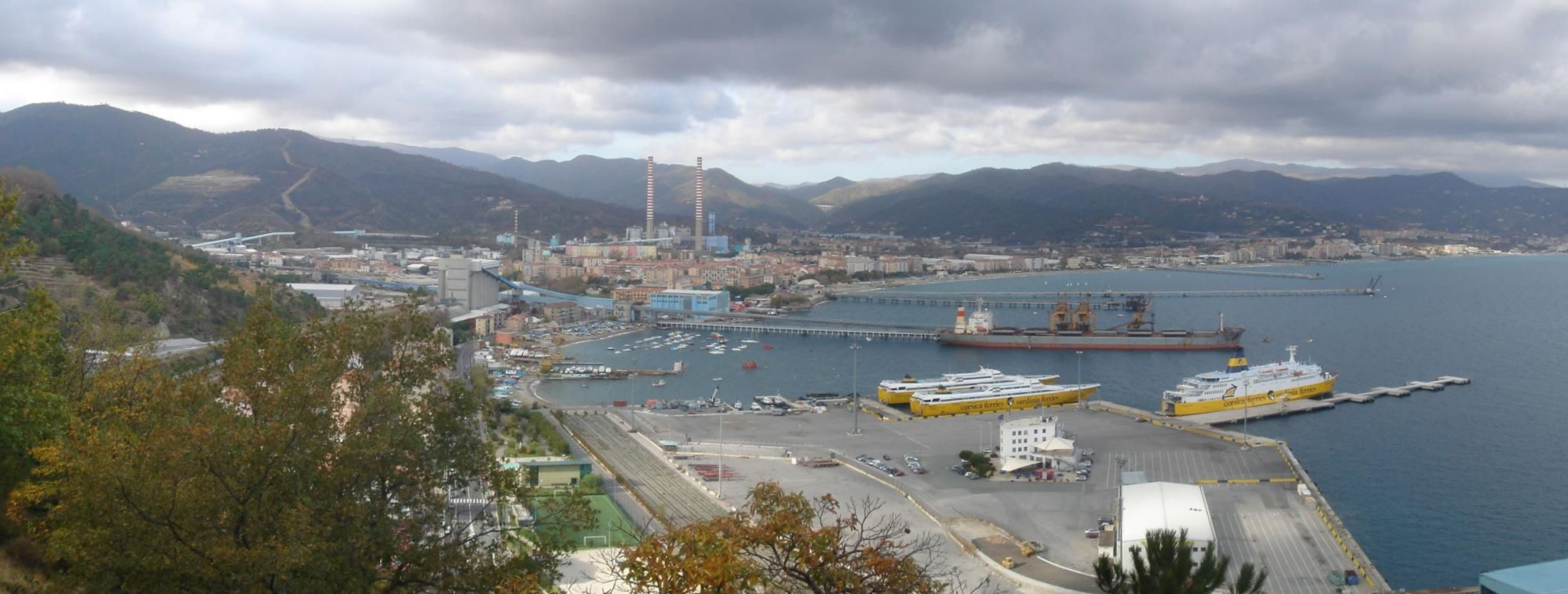

Щорічний фестиваль відбувається 24 червня. Покровитель — святий Іван Хреститель.

## Демографія
Населення за роками:

Станом на 1 січня 2023 року в муніципалітеті офіційно проживав 531 іноземець з 48 країн, серед них 119 громадян країн Євросоюзу та 29 громадян України.

## Сусідні муніципалітети
- Берджеджі
- Куїліано
- Савона
- Споторно
- Вецці-Портіо